# Brahmanamanchale, Sagar
Brahmanamanchale là một làng thuộc tehsil Sagar, huyện Shimoga, bang Karnataka, Ấn Độ.